# Sarah Sauermann
Sarah Sauermann (* 7. Juni 1988 in Wolfen) ist eine deutsche Politikerin und ehemalige Abgeordnete im Landtag von Sachsen-Anhalt. Sie errang 2016 ein Direktmandat für die Alternative für Deutschland (AfD), trat aber Ende Mai 2017 aus der AfD-Fraktion aus und war bis 2021 fraktionslose Abgeordnete.

## Leben
Nach dem Abitur 2007 absolvierte Sauermann ein Studium der Architektur, das sie 2013 mit dem akademischen Grad Master abschloss. Sie war danach kurzzeitig Referentin im Landesverwaltungsamt Magdeburg und Sachbearbeiterin Hochbauplanung im Bau- und Liegenschaftsmanagement Sachsen-Anhalt (BLSA) in Halle (Saale). Ab 2014 war sie freiberuflich tätig.
Sauermann wohnt in Dessau. Sie ist ledig. Der AfD-Landtagsabgeordnete Daniel Roi war ihr Lebensgefährte.

## Politik
Sauermann trat 2013 in die Alternative für Deutschland ein. Sie war Mitglied im AfD-Kreisverband Anhalt-Bitterfeld. Sie war von 2014 bis 2016 Mitglied im Stadtrat Raguhn-Jeßnitz und im Ortschaftsrat Raguhn. Von 2014 bis März 2018 war sie Mitglied im Kreistag Anhalt-Bitterfeld.
Sauermann bestritt ihren Landtagswahlkampf mit Stimmungsmache gegen Flüchtlinge mit Bezug auf die Kölner Silvesternacht 2015. Sie gewann bei der Landtagswahl in Sachsen-Anhalt 2016 mit 30,8 Prozent der Erststimmen den Wahlkreis Bernburg (Wahlkreis 21) und zog als Direktkandidatin in den Landtag von Sachsen-Anhalt ein. Sie wurde eine von zwei weiblichen der 25 Abgeordneten der AfD in Sachsen-Anhalt. Sie war Mitglied im Petitionsausschuss.
Sie war von März bis November 2016 Mitglied im Vorstand der Landtagsfraktion. Ende Mai 2017 gab Sauermann ihren Austritt aus der Fraktion bekannt. Als Begründung gab sie an, ein Verbleib in der Fraktion sei nicht länger mit ihrem Gewissen vereinbar und eine konstruktive Arbeit im Sinn der Sache sei unmöglich. Sie galt als Kritikerin des damaligen Fraktionsvorsitzenden André Poggenburg. Am 25. Mai 2016 hielt Sauermann ihre bisher letzte Rede im Landtagsplenum, eine parlamentarische Anfrage stellte sie noch im August 2017. Danach war sie krankheitsbedingt politisch inaktiv. Ihr wurde öffentlich vorgeworfen, dass sie während dieser Zeit weiterhin die Bürokostenpauschale sowie die Abgeordnetendiät erhielt. Jedoch gibt es keine vorgegebene Mindestanwesenheit im Landtag. Im Januar 2019 stellte Sauermann einen Aufnahmeantrag bei der CDU. Ihr Wahlkreisbüro war bereits im November 2018 aufgelöst.